# Provincia de Phang Nga
Phang Nga (en tailandés: จังหวัดพังงา) es una de las setenta y seis provincias que conforman la organización territorial del Reino de Tailandia.

## Geografía
La provincia se encuentra en el lado oeste de la península de Malaca, e incluye muchas islas de la Bahía de Phang Nga. La más famosa es la llamada isla de James Bond, una aguja de roca caliza formado en el mar, que aparece en la película de 1974, El hombre de la pistola de oro. El parque nacional Ao Phang-Nga (Phang-Nga Bay) fue creado en 1981 para proteger a las numerosas islas. Las islas Similan, uno de los principales destinos de Tailandia, de buceo, también forman parte de la provincia de Phang Nga. Se encuentra a 788 kilómetros de Bangkok, y cubre un área de 4.170 kilómetros cuadrados.

## Divisiones Administrativas

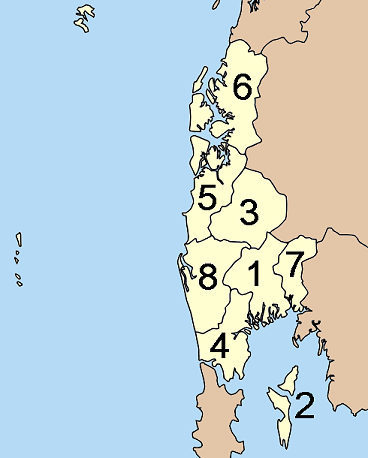
Distritos de la provincia.

Esta provincia tailandesa se encuentra subdividida en una cantidad de distritos (amphoe) que aparecen numerados a continuación:
- 1. Mueang Phangnga
- 2. Ko Yao
- 3. Kapong
- 4. Takua Thung
- 5. Takua Pa
- 6. Khura Buri
- 7. Thap Put
- 8. Thai Mueang

## Demografía
La provincia abarca una extensión de territorio que ocupa una superficie de unos 4.170 kilómetros cuadrados, y posee una población de 234.188 personas (según las cifras del censo realizado en el año 2000). Si se consideran los datos anteriores se puede deducir que la densidad poblacional de esta división administrativa es de cincuenta y seis habitantes por kilómetro cuadrado aproximadamente.